# Agustín Ladstatter
Agustín Alejo Ladstatter Villafañe (Villa San Patricio, 5 giugno 2005) è un calciatore argentino, centrocampista del San Lorenzo.

## Carriera
Cresciuto nel settore giovanile del San Lorenzo, ha firmato il suo primo contratto professionistico nell'ottobre del 2024. Ha debuttato in prima squadra il 29 gennaio 2025 nell'incontro di Primera División vinto 2-0 contro il Gimnasia (LP).

## Statistiche

### Presenze e reti nei club
Statistiche aggiornate all'8 marzo 2025.
| Stagione        | Squadra         | Campionato      | Campionato | Campionato | Coppe nazionali | Coppe nazionali | Coppe nazionali | Coppe continentali | Coppe continentali | Coppe continentali | Altre coppe | Altre coppe | Altre coppe | Totale | Totale | Totale |
| Stagione        | Squadra         | Comp            | Pres       | Reti       | Comp            | Pres            | Reti            | Comp               | Pres               | Reti               | Comp        | Pres        | Reti        | Pres   | Reti   |        |
| --------------- | --------------- | --------------- | ---------- | ---------- | --------------- | --------------- | --------------- | ------------------ | ------------------ | ------------------ | ----------- | ----------- | ----------- | ------ | ------ | ------ |
| 2025            | San Lorenzo     | PD              | 4          | 0          | CA              | 0               | 0               | -                  | -                  | -                  |             | -           | -           | 4      | 0      |        |
| Totale carriera | Totale carriera | Totale carriera | 4          | 0          |                 | 0               | 0               |                    | -                  | -                  |             | -           | -           | 4      | 0      |        |